# Campeonato Mundial de Ciclismo em Estrada de 1975
Os Campeonatos do mundo de ciclismo em estrada de 1975 celebrou-se na cidade belga de Yvoir de 27 de agosto a 31 de agosto de 1975.

## Resultados
| Event                        | Ouro                                                                                  | Ouro           | Prata                                                                                    | Prata | Bronze                                                                                   | Bronze   |
| ---------------------------- | ------------------------------------------------------------------------------------- | -------------- | ---------------------------------------------------------------------------------------- | ----- | ---------------------------------------------------------------------------------------- | -------- |
| Provas masculinas            |                                                                                       |                |                                                                                          |       |                                                                                          |          |
| Homens - carreira em linha   | Hennie Kuiper · Países Baixos                                                         | 6 h 39 min 19s | Roger De Vlaeminck · Bélgica                                                             | + 17s | Jean-Pierre Danguillaume · França                                                        | m.t.     |
| Contrarrelógio por equipas   | Polónia · Tadeusz Mytnik · Mieczyslaw Nowicki · Ryszard Szurkowski · Stanisław Szozda | 2h 09' 07"     | União Soviética · Gennady Komnatov · Valery Chaplygin · Aavo Pikkuus · Vladimir Kaminski | + 5"  | Tchecoslováquia · Petr Matousek · Vlastimil Moravec · Vladimir Vondracek · Petr Buchacek | + 1' 39" |
| Amador - carreira em linha   | André Gevers · Países Baixos                                                          | 4h 18' 01"     | Sven-Ake Nilsson · Suécia                                                                | + 2"  | Roberto Ceruti · Itália                                                                  | + 57"    |
| Provas femininas             |                                                                                       |                |                                                                                          |       |                                                                                          |          |
| Mulheres - carreira em linha | Tineke Fopma · Países Baixos                                                          | 1h 32' 36"     | Geneviève Gambillon · França                                                             | + 1"  | Keetie van Oosten-Hage · Países Baixos                                                   | m.t.     |